# Alexandru Neacșa
Alexandru Ionuț Neacșa (Drăgășani, 3 settembre 1991) è un calciatore rumeno, centrocampista del Corvinul Hunedoara.

## Carriera
Ha giocato nella prima divisione dei campionati rumeno e bielorusso.

## Palmarès

### Club

#### Competizioni nazionali
- Coppa di Romania: 1

Corvinul Hunedoara: 2023-2024